# Microsoft Band
Microsoft Band，是一款由微軟開發與設計，帶有健身手環功能的智能手表，並於2014年10月29日，在美國發售了限量版，售價199美元。Microsoft Band於網上販售時便已供不應求，在美國的大部分地區被搶購一空。
這個手錶內含10個传感器，一個光学心率錶，GPS導航裝置，和紫外线传感器，電池在充滿電後能連續使用兩天。 這個裝置的一部份功能依賴於它的配套APPMicrosoft Health，適用於Windows Phone 8.1、Android 4.3+，和iOS 7.1+。
它內建的應用程式稱為「磁貼」（Tiles），例如有體能鍛煉、紫外线、警鈴與定時器、來電、簡訊、日曆、Facebook、氣象等；如果搭配使用Windows Phone 8.1的裝置，還能啟用Cortana（某些功能仍然必須使用手機才能執行） 。
用戶可從手機查看來自通知中心磁貼（Notifications Center Tile）的最新通告消息，這個功能也是促銷微軟的軟體和授權許可給開發者和代工商的途徑之一。 

## 外部連結
- （英文） 官方網站 （页面存档备份，存于）